# Abdoulaye Baldé

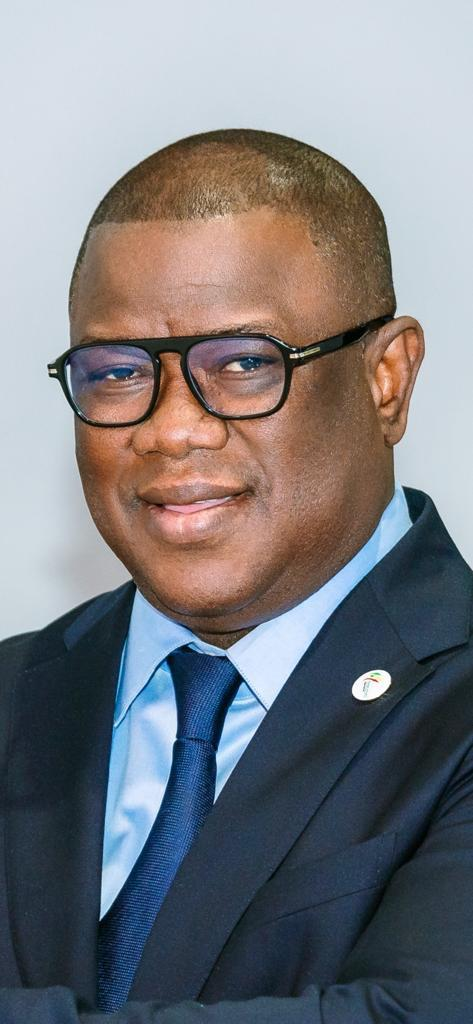

Abdoulaye Baldé (* 16. Januar 1964 in Darsalam, einem Dorf der Landgemeinde Nyassia im Département Ziguinchor, Casamance) ist ein senegalesischer Politiker, der mehrmals Minister war.

## Leben

### Studien, Polizeikommissar und Regierungsbeamter
Abdoulaye Baldé besuchte von 1978 bis 1984 das Lycée Djignabo in Ziguinchor und begann darauf ein Studium im Fach Öffentliches Recht mit dem Schwerpunkt Internationale Beziehungen, das er 1987 mit einem Lizentiat (Licence en Droit public) abschloss. Ein darauf folgendes postgraduales Studium in diesem Fach beendete er 1988 mit einem Magister (Maîtrise de Droit public) mit der Arbeit La Cour suprême du Sénégal: Organisation et fonctionnement. Ein anschließendes weiteres postgraduales Studium im Fach Öffentliches Recht an der Université Cheikh Anta Diop de Dakar in Dakar schloss er 1991 mit einem Diplôme d’Etudes Approfondies de Droit Public Général (DEAG) mit der Arbeit Les comptes spéciaux du Trésor au Sénégal ab und erwarb nach dem Besuch der Nationalen Polizeischule (Ecole nationale de police du Sénégal) zudem 1991 ein Diplôme de Commissaire de police.
Im Anschluss war Baldé zwischen Juli 1991 und April 1992 Polizeikommissar und Chef der Brigade für Wirtschaft und Finanzen der Kriminalpolizei von Senegal. In dieser Zeit schloss er ein weiteres postgraduales Studium im Fach Öffentliches Recht 1992 auch noch mit einem Diplôme d’Etudes Approfondies Spécial d’Enseignement de Droit public (DEAS) ab. Daraufhin fand er zwischen 1992 und 2000 Verwendung als Leiter des Büros für Analyse und Beratung im Präsidialamt und schloss in dieser Zeit im Mai 1996 seine Promotion zum Doktor der Rechte im Fach Öffentliches Recht mit dem Schwerpunkt Öffentliche Finanzen an der Universität Perpignan mit der Dissertation Le contrôle des finances publiques au Sénégal: Contribution à une théorie des contrôles financiers dans un état en voie de développement ab. Im Jahr 2000 absolvierte er als Mitglied des Jahrgangs promotion Erasme zudem einen Studiengang an der École nationale d’administration (ENA), den er mit einem Brevet d’Administration publique abschloss.

### Generalsekretär des Präsidialamtes und Abgeordneter
Nach der Wahl von Abdoulaye Wade zum Staatspräsidenten wurde Abdoulaye Baldé, der auch Mitglied von dessen Demokratischer Partei PDS (Parti Démocratique Sénégalais) war, 2001 zum Generalsekretär des Präsidialamtes (Secrétaire général de la présidence de la République du Sénégal) ernannt und bekleidete dieses Amt bis 2009. Daneben fungierte er von 2001 bis 2005 als Präsident des Verwaltungsrates der Gesellschaft zur Entwicklung der Petite-Côte SAPCO (Président du Conseil d’administration de la société d’aménagement de Petite-Côte). Zugleich engagierte er sich innerhalb der PDS als Generalsekretär der Partei in Ziguinchor sowie als Mitglied des Geschäftsführenden Vorstandes der PDS. Er wurde mehrmals ausgezeichnet und erhielt unter anderem 2002 das Ritterkreuz der Ehrenlegion. Zugleich war er zwischen 2004 und 2009 Exekutivdirektor der Nationalen Agentur der Organisation für Islamische Zusammenarbeit OCI (L’Organisation de Coopération Islamique).
2007 wurde Baldé für die PDS auch erstmals zum Mitglied der Nationalversammlung (Assemblée nationale du Sénégal) gewählt sowie 2012 wiedergewählt.

### Bürgermeister von Ziguinchor und Minister
Bei der Kommunalwahl am 22. März 2009 kandidierte Baldé auch für das Amt des Bürgermeisters von Ziguinchor und konnte sich dabei gegen Robert Sagna durchsetzen, der das Amt fast 25 Jahre lang seit Dezember 1984 bekleidete. Er war zudem zwischen 2009 und 2014 auch Präsident der Vereinigung der Bürgermeister (Association des Maires du Sénégal) und zugleich von 2009 bis 2014 Mitglied des Exekutivkomitees der Afrikanischen Union der Städte und Kommunalverwaltungen sowie Mitglied des Exekutivbüros der Verwaltungen und Mandatsträger der Kommunen.
Als es im Oktober 2009 zu einer umfangreichen Umbildung des Kabinetts von Premierminister Souleymane Ndéné Ndiaye wurde Madické Niang am 1. Oktober 2009 Außenminister, während Abdoulaye Baldé am 14. Oktober 2009 Staatsminister (Ministre d’Etat) sowie Verteidigungsminister (Ministre des Forces Armées) und Bécaye Diop Innenminister. Das Amt des Verteidigungsministers bekleidete er bis zu seiner weiteren Regierungsumbildung im September 2010 und übernahm daraufhin bis März 2012 die Ämter als Staatsminister sowie Minister für Bergbau, Industrie, Agrarindustrie, Klein- und mittelständische Unternehmen (Ministre des Mines, de l’Industrie, de l’Agro-industrie et des Petite ou moyenne entreprise). Zugleich war er zwischen 2010 und 2014 Präsident des Verwaltungsrates der Agentur für die Entwicklung der Kommunen (Agence de développement municipal).
Nachdem Baldé aus der Parti Démocratique Sénégalais (PDS) ausgetreten war, gründete er im Juli 2012 die Union der Mitte UCS (Union Centriste du Senegal) und ist seither deren Präsident. 2014 wurde er als Bürgermeister von Ziguinchor wiedergewählt. Seit Dezember 2014 ist er ferne Mitglied des Büros der Internationalen Vereinigung frankophoner Bürgermeister AIMF (Association internationale des Maires francophones) sowie Präsident von deren Kommission für Dezentralisierung und Lokale Demokratie.

## Weblink
- Eintrag auf der Nationalversammlung (Assemblée nationale du Sénégal)